# Las Dąbrowa (Lublin)
Las Dąbrowa – las w południowej części Lublina. Jest to las mieszany z przewagą dębu i domieszką sosny. Wraz ze sztucznie utworzonym w 1974 Zalewem Zemborzyckim stanowi tereny rekreacyjne dla lublinian. Zajmuje powierzchnię ok. 12,3 km², z czego w granicach Lublina 11,7 km².
W lesie, w roku 1962,  odkryto trzy kurhany kultury trzcinieckiej. Jeden z nich został zbadany w roku 1974. Znaleziono w nim liczne fragmenty ceramiki.